# ۱۲۵۸ (میلادی)
۱۲۵۸ (میلادی) هزار و دویست و پنجاه و هشتمین سال تقویم میلادی است.

## درگذشتگان
- ۱۶ اوت - تئودور دوم لاسکاریس، امپراتور نیقیه
- مستعصم عباسی، آخرین خلیفهٔ عباسی
- ابن ابی الحدید، ادیب، متکلم، مورخ، شاعر و فقیه شافعی و از علمای سده هفتم هجری

‎